# Skepticism
Skepticism is een Finse doommetalband.
De band begon met het spelen van deathmetal maar speelde daarna steeds tragere muziek waarin het keyboard een dominantere rol kreeg. De sound werd duisterder en depressiever en de nummers werden steeds langer. Skepticism wordt samen met landgenoten Thergothon gezien als een van de pioniers van de funeral doom.

## Bandleden
De bezetting van de band is al sinds 1993 ongewijzigd.
- Matti - zang
- Jani Kekarainen - gitaar
- Eero Pöyry - keyboard
- Lasse Pelkonen - drums

## Discografie
- Towards My End (single, 1992)
- Aeothe Kaear (demo, 1994)
- Stormcrowfleet (album, 1995)
- Ethere (EP, 1997)
- Lead and Aether (album, 1998)
- Aes (EP, 1999)
- The Process of Farmakon (EP, 2002)
- Farmakon (album, 2003)
- Alloy (album, 2008)
- Ordeal (album, 2015)